# 伊塔卡雅
伊塔卡雅是巴西托坎廷斯州的一个市镇。总面积3051.341平方公里，总人口6913人，人口密度2.3人/平方公里。